# Дік Дікінсон
Дік Дікінсон (англ. Dick Dickinson; 16 вересня 1895 — 27 липня 1956) — американський кіноактор, який знявся у більш ніж 90 фільмах між 1920 та 1954 роками.

## Фільмографія
- «Привид Заходу»[en] (1931);
- «Гарцюючий привид»[en] (1931);
- Блискавичний воїн[en] (1931);
- «Бойовий маршал»[en] (1931);
- «Бойовий дурень» (1932);
- «Прихована долина»[en] (1932);
- «Зникаючі чоловіки»[en] (1932);
- «Техаський циклон» (1932);
- «Закон Заходу» (1932);
- Висока швидкість[en] (1932);
- «Техаські товариші»[en] (1932);
- «Гарцюючий Ромео» (1933);
- «Захід розколу» (1934);
- «Великий калібр» (1935);
- «Прерія Справедливості»[en] (1938);
- «Блискавка б'є на Заході»[en] (1940);
- «Американська імперія»[en] (1942);
- «Будинок Франкенштейна»[en] (1944);
- «Втрачений слід» (1945).